# Рейнсбург
Рейнсбург (нидерл. Rijnsburg) — деревня в общине Катвейк провинции Южная Голландия на западе Нидерландов. Население Рейнсбурга составляет 14843 жителя на 2006 год.

## История
История города начинается ещё до 6-го века, когда он назывался Rothulfuashem (дом Рудольфа). Позже около 900 года была возведена цитадель, благодаря которой можно объяснить нынешнее название деревни Рейнсбург, что означает «Рейнская крепость»,
Рейнсбург был отдельной общиной до 1 января 2006 года, когда вместе с Валкенбургом он был объединён с общиной Катвейк. До этого община занимала площадь в 6,07 км2, из которых 0,21 км2 — вода, а 1 июня 2005 года население составляло 14851 человек.

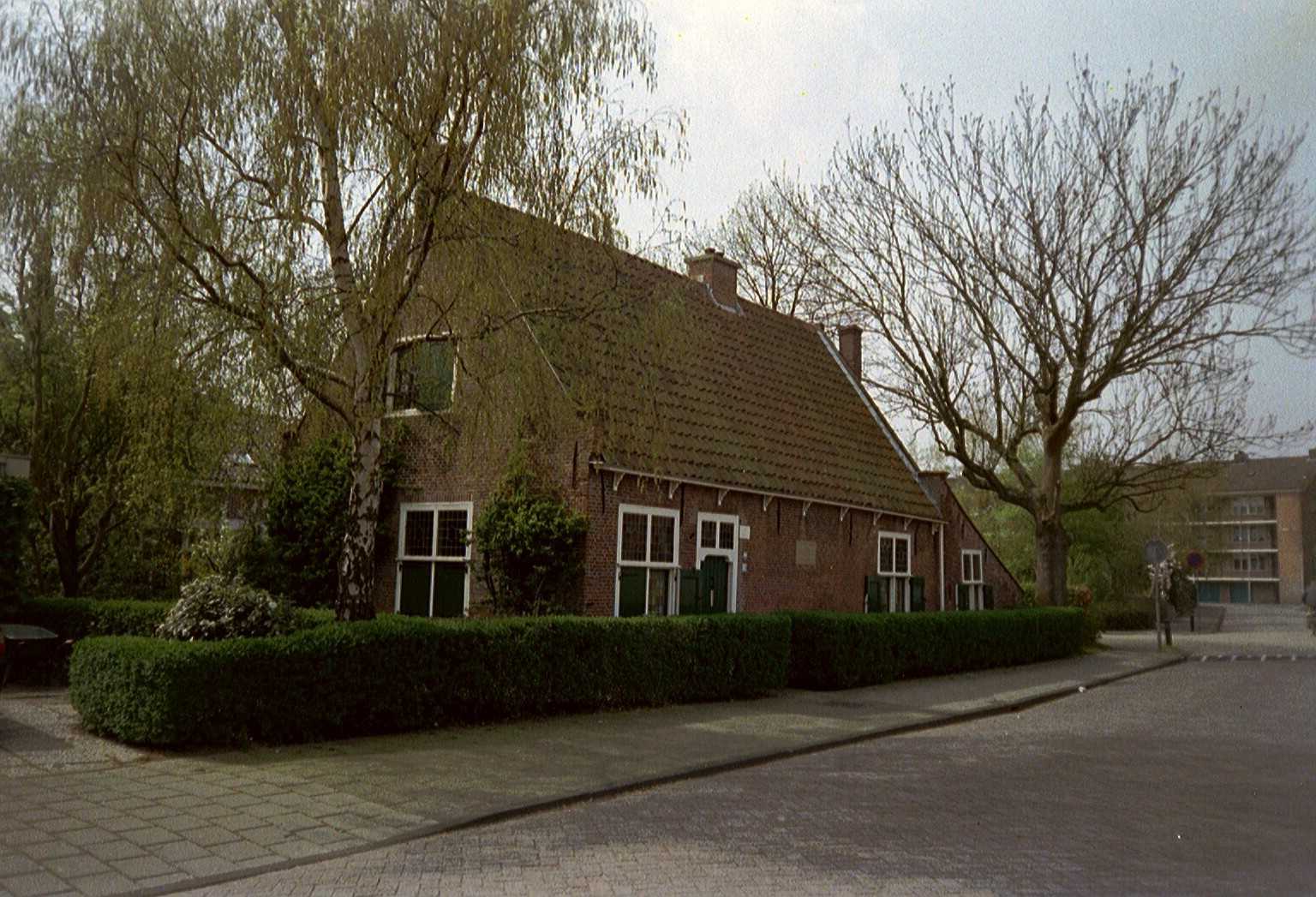
Дом, где жил Спиноза

Основная причина известности Рейнсбурга заключается в том, что с 1661 по 1663 год там жил философ Спиноза. Скромный дом, в котором он проживал, сохранился до нынешнего времени и открыт для посещения.
Рейнсбург расположен в районе под названием Duin- en Bollenstreek (Дюны и бульвары) и является одним из мест проведения цветочных аукционов компании Royal FloraHolland.
Аббатство было основано в 1133 году Петрониллой Лотарингской, супругой Флориса II, графа Голландии. Оно процветало много лет. Две её внучки, Софи и Хедвиг, позже присоединились к этому аббатству, одна из них как игуменья.

### Археологические находки

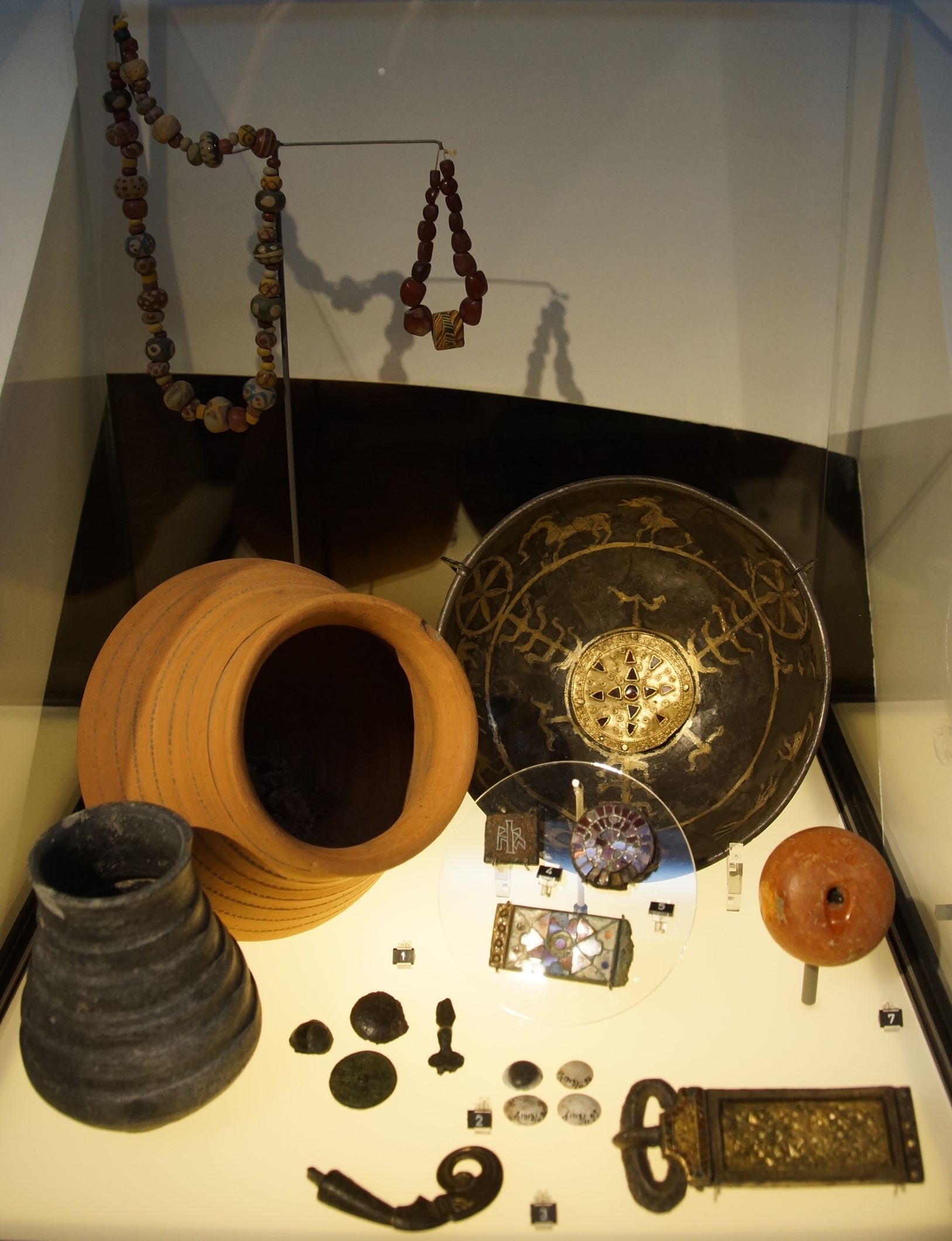
Находки, свидетельствующие о пребывании королей на Рейне, теперь выставленные в Национальном музее античности в Лейдене

В 1913 году на кладбище в Рейнсбурге были найдены пряжка, оправа с красной, белой и голубой эмалью и квадратная монета. Впечатляющая позолоченная пряжка с переплетенной филигранью и инкрустацией эмалями, вероятно, была сделана в Кенте, за Ла-Маншем. Эти находки, среди прочего, указывают на то, что устье Рейна было резиденцией для некоторых людей очень высокого статуса, возможно даже королей.

## Известные уроженцы
- Ян Симеринк (1970) — бывший теннисист, теннисный тренер
- Петра Хогевонинг (1986) — футболистка сборной Нидерландов